# Gottlieb von Nordeck zur Rabenau
Gottlieb August Friedrich Carl Freiherr von Nordeck zur Rabenau (* 2. Januar 1776 in Londorf; † 23. September 1846 in Seligenstadt), evangelisch, Oberforstmeister, Abgeordneter.

## Leben
Gottlieb von Nordeck zur Rabenau wuchs auf dem Hofgut Appenborn bei Londorf und der Oberburg Rabenau auf. Als 46-Jähriger ist er der Oberforstmeister Gottlieb von Nordeck zur Rabenau Forstinspektor des Forstes Seligenstadt und behielt seinen Amtssitz in Seligenstadt bei, wohnte aber in Groß-Steinheim und wird von 1832 bis zu seinem Tod 1846 gewählter Abgeordneter des grundherrlichen Adels im Landtag des Großherzogtums Hessen.

## Familie
Gottlieb von Nordeck zur Rabenau aus dem Haus Nordeck zur Rabenau war der älteste Sohn des preußischen Obristen Leopold Ludwig Philipp Freiherr von Nordeck zur Rabenau und dessen Frau Luise Friederike Magdalene geborene Freiin von Nordeck zur Rabenau. Der 28-jährige Gottlieb heiratete 1804 in Winnerod bei Reiskirchen (Gießen) Charlotte Frieda Freiin von Zwierlein († 11. November 1839) auf dem Hofgut ihrer Familie von Zwierlein. Sie war die Tochter des Friedrich Salentin Freiherr von Zwierlein, Solmscher Regierungspräsident und der Caroline von Harling aus dem Haus Geispitzheim.
Sein ein Jahr jüngerer Bruder Georg Albert(us) Ludwig Christian Freiherr von Nordeck zur Rabenau (1777–1858) war ein hessischer Offizier und Politiker und ehemaliger Abgeordneter der 1. und 2. Kammer der Landstände des Großherzogtums Hessen.
Seine 21-jährige Tochter Juliane Freifrau von Freiin Nordeck zur Rabenau (* 9. Dezember 1806 im Hofgut Appelborn; † 18. Januar 1866 in Clarens VD, Schweiz (Vorort von Montreux am Genfersee)), heiratete am 21. Januar 1827 in Seligenstadt den 29-jährigen Friedrich Freiherr von Bock und Hermsdorf (* 21. Januar 1798 in Frankfurt; † 23. Oktober 1866 in Wiesbaden), u. a. 1815 Herzoglich-Nassauischer Leutnant im 2. Regiment, Feldzug in den Niederlanden (Schlacht bei Waterloo), Nassauischer Rat und Präsident des Hofmarschallamtes.